# Eparchie Piana degli Albanesi
Eparchie Piana degli Albanesi je eparchie Italsko-albánské církve, pod jejíž jurisdikci spadají katoličtí věřící byzantského ritu na Sicílii, se sídlem v Piana degli Albanesi. Je začleněna do Církevní oblasti Sicílie. Od roku 2020 je vakantní.